# بوليغويبيا واتارا
بوليغويبيا واتارا (مواليد 2 يوليو 1988 ) هو لاعب كرة قدم إفواري .

## روابط خارجية
- بوليغويبيا واتارا على موقع قاعدة بيانات كرة القدم.إي يو (الإنجليزية)
- بوليغويبيا واتارا على موقع Soccerway.com (الإنجليزية)